# Olympische Jugend-Sommerspiele 2010/Teilnehmer (Laos)
| Gelbes Symbol für Goldmedaillen mit stilisierten Olympischen Ringen | Graues Symbol für Silbermedaillen mit stilisierten Olympischen Ringen | Braundes Symbol für Bronzemedaillen mit stilisierten Olympischen Ringen |
| ------------------------------------------------------------------- | --------------------------------------------------------------------- | ----------------------------------------------------------------------- |
| —                                                                   | —                                                                     | —                                                                       |

Die Jugend-Olympiamannschaft aus Laos für die I. Olympischen Jugend-Sommerspiele vom 14. bis 26. August 2010 in Singapur bestand aus drei Athleten.

## Athleten nach Sportarten

### Badminton
Jungen
- Phetphanom Keophiachan
Einzel: 17. Platz

### Leichtathletik
Jungen
- Sitthideth Khanthavong
100 m: 27. Platz

### Schwimmen
Mädchen
- Daoheuang Inthavong
50 m Rücken: 22. Platz
100 m Rücken: 36. Platz